# Тейт (округ, Міссісіпі)
Шаблон:StateAbbr_ 34°39′ пн. ш. 89°56′ зх. д. / 34.65° пн. ш. 89.94° зх. д.
Округ  Тейт (англ. Tate County) — округ (графство) у штаті Міссісіпі, США. Ідентифікатор округу 28137.

## Історія
Округ утворений 1873 року.

## Демографія
За даними перепису 
2000 року 
загальне населення округу становило 25370 осіб, зокрема міського населення було 7866, а сільського — 17504.
Серед мешканців округу чоловіків було 12272, а жінок — 13098. В окрузі було 8850 домогосподарств, 6714 родин, які мешкали в 9354 будинках.
Середній розмір родини становив 3,18.
Віковий розподіл населення поданий у таблиці:
| Стать    | До 15 років | 15-21 | 22-29 | 30-39 | 40-49 | 50-65 | 65-85 | Понад 85 |
| -------- | ----------- | ----- | ----- | ----- | ----- | ----- | ----- | -------- |
| Чоловіки | 2852        | 1721  | 1155  | 1745  | 1715  | 1895  | 1086  | 103      |
| Жінки    | 2814        | 1584  | 1271  | 1791  | 1903  | 2029  | 1453  | 253      |

## Суміжні округи
- Десото — північ
- Маршалл — схід
- Лафаєтт — південний схід
- Пенола — південь
- Туніка — захід

## Виноски
1. ↑  U.S. Decennial Census. United States Census Bureau. Процитовано 8 листопада 2014.
2. ↑  Historical Census Browser. University of Virginia Library. Архів оригіналу за 11 серпня 2012. Процитовано 8 листопада 2014.
3. ↑  Population of Counties by Decennial Census: 1900 to 1990. United States Census Bureau. Процитовано 8 листопада 2014.
4. ↑  Census 2000 PHC-T-4. Ranking Tables for Counties: 1990 and 2000 (PDF). United States Census Bureau. Процитовано 8 листопада 2014.
5. ↑  State & County QuickFacts. United States Census Bureau. Архів оригіналу за 7 червня 2011. Процитовано 7 вересня 2013. [Архівовано 2011-06-07 у Wayback Machine.](англ.) Наведено за англійською вікіпедією.
6. ↑  American FactFinder. Бюро перепису населення США. Архів оригіналу за 26 лютого 2012. Процитовано 31 січня 2008. [Архівовано 2008-05-21 у Wayback Machine.]

| США | Це незавершена стаття з географії США. Ви можете допомогти проєкту, виправивши або дописавши її. |